# Juanín García
Juan Antonio García Lorenzana (León, España, 28 de agosto de 1977), conocido como Juanín García, es un exjugador de balonmano español que jugaba de extremo izquierdo.
Inició su carrera deportiva en el Abanca Ademar de León, el club de su ciudad, donde jugó durante trece temporadas, desde las categorías inferiores hasta el primer equipo, del que llegó a ser capitán. Durante ese período consiguió diversos títulos a nivel de club, así como la internacionalidad con la selección de balonmano de España y ser nombrado mejor jugador de campo del mundo por la IHF en el año 2004.
En la temporada 2005-06 fichó por el FC Barcelona. En 2009 nació su hijo Elam.  En el verano de 2012, en una decisión muy polémica de Valero Rivera, se queda fuera de la convocatoria de la selección española para los Juegos Olímpicos de Londres, y posteriormente para el Mundial de Balonmano celebrado en España.
El 5 de junio de 2014 el BM Ciudad de Logroño anunció su contratación por una temporada.
El 4 de junio de 2015, el Abanca Ademar de León anuncio la contratación del jugador para las siguientes dos temporadas. El 25 de mayo de 2019 se retiró definitivamente del balonmano.            

## Equipos
- Ademar León (1997-2005)
- FC Barcelona (2005-2014)
- BM Ciudad de Logroño (2014-2015)
- Ademar León (2015-2019)

## Palmarés

### Fútbol Club Barcelona
- 5 Liga ASOBAL 2005-2006, 2010-11, 2011-12, 2012-13 y 2013-14.
- 4 Copa del Rey 2006-2007, 2008-09, 2009-10 y 2013-14
- 5 Supercopa de España 2006-07, 2008-09, 2009-10, 2012-13 y 2013-14
- 5 Copa ASOBAL 2005-06, 2009-10, 2011-12), 2012-13 y 2013-14
- 1 Liga de Campeones 2010-11
- 5 Liga de los Pirineos 2005-06, 2006-07, 2007-08, 2009-10 y 2010-11
- 2 Supercopa de Cataluña 2012 y 2013
- 1 IHF Super Globe 2013

### Ademar de León
- 2 Recopas de Europa 1998-99 y 2004-05
- 1 Liga ASOBAL 2000-01
- 1 Copa del Rey 2001-02
- 1 Copa ASOBAL 1998-99

### Selección nacional

#### Campeonato del Mundo
- Medalla de oro en el Campeonato del Mundo de 2005

- Medalla de bronce en el Campeonato del Mundo de 2011

#### Campeonato de Europa
- Medalla de plata en el Campeonato de Europa de 2006

#### Juegos Olímpicos
- Medalla de bronce en los Juegos Olímpicos de 2008

### Distinciones individuales
- Jugador del Año de la IHF:
  - 2.ª posición (1): 2004
- Máximo goleador de la historia de la Liga ASOBAL (desde 14 de mayo de 2011)
- Máximo goleador de la historia de la selección española (desde 26 de enero de 2010)
- Mejor extremo izquierdo de los Juegos Olímpicos: Atenas 2004
- Máximo goleador de los Juegos Olímpicos: Beijing 2008
- Mejor Extremo Izquierdo de la Liga ASOBAL (10): 2003-2011 y 2013 (Récord de presencias)
- Mejor deportista leonés del año 2002, 2004, 2005 y 2008
- En 2024 entró a formar parte de la I Edición del "Hall of Fame" (Salón de la Fama) de ASOBAL.